# Wyżni Cubryński Przechód
Wyżni Cubryński Przechód (słow. Vyšný čubrinský priechod) – położona na wysokości około 1890 m płytka przełączka we wschodniej grani Cubryny w Tatrach Polskich. Znajduje się pomiędzy jej szczytową bryłą a Cubryńską Igłą (ok. 1905 m). Na południową stronę opada łatwym trawiastym terenem do Cubryńskiego Żlebu. Na północ z przełączki opada Zawieszony Żleb.
Nazwę przechodu wprowadził Władysław Cywiński w 8 tomie przewodnika „Tatry”. Pierwsze wejście na przełączkę: Ludwik Grühn, Mieczysław Świerz, 13 sierpnia 1922 roku. Najłatwiejsze, ale bardzo okrężne wejście prowadzi z Doliny za Mnichem przez Małą Galerię Cubryńską, Wielką Galerię Cubryńską i Przełączkę za Turnią Zwornikową.

## Drogi wspinaczkowe
Przez Wyżni Cubryński Przechód prowadzą taternickie drogi wspinaczkowe:
1. Zetka (z Ucha na szczyt Turni Zwornikowej); II w skali tatrzańskiej, 1h
2. Droga Vogla (wschodnim filarem Turni Zwornikowej) V, 4h[2].